# لويس وينسلو أوستن
لويس وينسلو أوستن (بالإنجليزية: Louis Winslow Austin)‏ (من 30 أكتوبر 1867 إلى 27 يونيو 1932) هو عالم فيزيائي أمريكي وهو المعروف عن أبحاثه عن البث الإذاعي من نوع بعيدة المدى.

## تعليمه
ولد لويس في أورويل (فيرمونت) وتلقى تعليمه من كلية ميدلبوري عام 1889 وفي جامعة ستراسبورغ التي تقع في الحدود الفرنسية الألمانية، وقد حصل منها على درجة الدكتوراه عام 1893، وفي الفترة ما بين 1893-1901 عمل أستاذاً في الفيزياء ومدرباً ومساعداً في جامعة ويسكونسن-ماديسون ثم عاد إلى برلين في ألمانيا مدة عامين حيث كان يبحث عن موضوع الغازات الساخنة.
وفي عام 1904 انضم لويس إلى المعهد الوطني للمعايير والتقنية وذلك لدراسة انتشار الراديو، بعد تأسيس القوات البحرية للولايات المتحدة لمختبر الراديو البرقية داخل مكتبها (والتي سميت في وقت لاحق معمل أبحاث البحرية الأمريكية)؛ عمل لويس كمديرٍ لها من عام 1908 إلى عام 1923، ورئيساً لمختبر الفيزياء الراديَوية من عام 1923 إلى عام 1932 سنة وفاته.

## أبحاثه
ركزت أبحاث أوستن على انتشار الراديو وضجيجها، وبشكل أكثر تحديدا تأثير درجة الحرارة والرطوبة والعواصف الجيومغناطيسية، والكلفة الشمسية على البث الإذاعي بعيدة المدى. تحت إدارته، حيث وصلت البحرية لمسافات طويلة بين القياسات اللاسلكية في عامي 1909 و1910 بين يو اس اس برمنغهام (بالإنجليزية: UUS Birmingham) ويو اس اس سالم (بالإنجليزية: UUS Salem)، كما أنهم ذهبوا بالبخار من محطة ريجنالد فيسيندين برانت روك بولاية ماساتشوستس إلى ليبيريا ذهاباً وإياباً، قاس لويس النبضات التي تلقاها من السفن وكانت على موجات 3750 و1000 متر لتحديد العلاقات بين الترددات الراديوية، وحصل على إشارةٍ قوية، لهذا السبب كان لويس متعاوناً مع الدكتور لويس كوهين لتطوير صيغة لويس-كوهين التجريبية على توقع إشارةً قويةً ولاسلكية لمسافات طويلة.
وفي عام 1913 انضم لويس إلى معهد مهندسي الراديو (والتي أصبح اسمها فيما بعد جمعية مهندسي الكهرباء والإلكترونيات بالإنجليزية:Institute of Electrical and Electronics Engineers واختصارها: IEEE)، وفي عام 1914 شغل منصب الرئيس الذي كان ثالث رئيس منذ إنشائها، وحصل في عام 1927 وسام الشرف «للعمل رائداً له في القياس الكمي والترابط بين العوامل التي تدخل في انتقال موجات الراديو.» كما شغل منصب ممثل الولايات المتحدة في العديد من المؤتمرات الدولية بشأن الراديو. توفي العالم لويس في يوم 27 يونيو من عام 1932، في واشنطن العاصمة.

## روابط خارجية
- لويس وينسلو أوستن على موقع الموسوعة البريطانية (الإنجليزية)